# 다바타 아키히로
다바타 아키히로(일본어: 田畑 昭宏, 1978년 5월 15일 ~ )는 일본의 전 축구 선수이다.

## 구단 경력
과거 우라와 레즈, 제프 유나이티드 이치하라, 콘사돌레 삿포로에서 활동하였다.